# David Carlos de Vergara Marañón
David Carlos de Vergara Marañón o David del Santísimo Sacramento Sch. P. (Asarta, municipio de Mendaza 29 de diciembre de 1907-Gabasa, 28 de julio de 1936) fue un religioso escolapio español de la comunidad de Peralta de la Sal, mártir durante la Guerra Civil de España en 1936, venerado como beato en la Iglesia católica.

## Martirio
La tarde del 23 de julio de 1936 se presentaron delante del colegio un grupo de unos cuarenta extremistas llegados desde la cercana localidad de Binéfar con intención de incendiar el colegio y asesinar a los religiosos. El Padre Rector, reunió a la comunidad y les puso al corriente de la situación.
En ese momento, el P. Segura se asomó a la ventana y mandó subir a los postulantes que estaban jugando en el patio y explicó a los postulantes y a los novicios la situación y añadió:

«Todos los que lleven sotana que se la quiten y se vistan de paisano».

Entraron en la capilla del noviciado, y les dijo claramente:

«Puede que en breves momentos tengamos que comparecer ante el divino Juez. Preparad vuestras almas con una sincera contricción. Y yo os doy la absolución.»

Desde el colegio fueron todos conducidos a Casa Llari, convertida en prisión provisional y al día siguiente, el Padre Dionisio Pamplona Polo fue conducido a Monzón y ya no le volverían a ver.
El P. Segura envió a D. Carlos Dosantos y a D. Eugenio Cardona al colegio a recuperar las Especies Eucarísticas reservadas en el sagrario de la capilla del noviciado, y así el día 25, fiesta de Santiago Apóstol, todos pudieron comulgar pasando de dos en dos a la habitación del P. Segura.
El día 26 un tal Pero Espuña y otros más del comité, llegaron a casa Llari para llevarse a los novicios y los postulantes y los repartieron entre otras casas del pueblo. Sólo quedaron cuatro novicios mayores acompañando a los religiosos.
La mañana del día 28, tres coches con gente armada llegaron al pueblo con intención de arrestar a los fascistas y sacerdotes que encontraran y enterados de que en Casa Llari había 4 religiosos, quisieron matarlos a todos. Por influencia del pueblo se salvaron, de momento el P. Oteiza y el Hermano Florentín, uno por enfermo y el otro por anciano.
A las 10 de la mañana entró uno de los forasteros procedente de Tarragona con uno del pueblo armados con fusiles y les dijo:

«Prepárense para ir a Arén a entregar personalmente los chicos a sus padres».

En las cartas que el P. Oteiza escribió días después al Padre provincial contaba lo siguiente de este momento:

«Nos dimos cuenta inmediatamente de que era un pretexto. El P. Manuel dijo:
- Voy a ponerme los zapatos.
Lo mismo hizo después el Hno. David. Nos abrazamos tiernamente y nos dijimos:
-¡Adiós, hasta el Cielo!
Radiantes de alegría se presentaron a los guardias, quienes les llevaron en coche hasta el lugar del suplicio. Y aún tuve ánimo para decirles:
-Cuando estén en el Cielo, rueguen por nosotros y por mí en particular.
-Lo haremos, contestaron».

Metieron en un coche al Padre Segura y al Hermano David camino de Purroy de la Solana y antes de llegar al pueblo les obligaron a bajar. Los fusilaron y los dejaron gravemente heridos. Luego rociaron sus cuerpos con gasolina y les prendieron fuego. Tuvieron que bajar a Gabasa a comprar más gasolina para poder terminar con la quema de los cuerpos.
El día 2 de agosto el P. Oteiza escribió una carta a los familiares del Hermano David para comunicarles lo sucedido, entre lo que dice lo siguiente:

«¡Viva Jesús, Rey de los Mártires!
Peralta de la Sal, 2 de agosto de 1936.
Don Domingo Carlos y familia dichochísima, porque Vds. tienen un hijo y yo un hermano mártir.
No me entretengo en referir los hechos, porque ya se los contaran Jesús y José, que están bien y sin peligro, cuando puedan ir a casa.
Los cuatro novicios, entre ellos José Yañez, que quedaron conmigo en la cárcel, me preguntaron: "A dónde han ido el P. Manuel y el Hermano David?" "Hijos míos, a morir por Jesucristo; encomendémonos a ellos, que a estas horas (eran las doce) estarán en el Cielo", les contesté. ¡Oh santos mártires, rogad por nosotros, por vuestras familias, por la conversión de Peralta, por vuestra Madre la Escuela Pía y por vuestros perseguidores, a quienes perdonamos de corazón!
Por eso, Sr. Domingo, no se aflija; antes bien, regocíjese en el Señor, porque ¡bienaventurados los que mueren en el Señor! Madre feliz y hermanos afortunados del Hno. David, recibid mil parabienes. A mi por lo visto, me ha reservado el Señor para que muertes tan gloriosas no pasen desapercibidas. No sé si me tendrá reservada la misma corona que a ellos. Cúmplase la voluntad de Dios.
Si alguno pregunta quién escribe esto, pueden decir que es el compañero y confesor del R.P. Manuel Segura, antiguo Maestro de Novicios, y actual confesor del Hermano David.
En fin, no sigo más, la emoción embarga mi espíritu.

Saluda a todos y a la familia del Hermano José Yáñez y se encomienda a su oraciones su affmo. s. s. en Jesucristo, Faustino Oteiza de la V. de los Dolores, escolapio».

## Culto
Fue beatificado por el papa Juan Pablo II el 1 de octubre de 1995, junto al padre Dionisio Pamplona Polo y 11 compañeros mártires escolapios de Aragón. En la ceremonia, llevada a cabo en la plaza de San Pedro de la Ciudad del Vaticano, el pontífice destacó que «Dionisio Pamplona y sus compañeros mártires no son héroes de una guerra humana, sino educadores de la juventud, que por su condición de religiosos y maestros afrontaron su trágico destino como auténtico testimonio de fe».
La iglesia católica celebra la memoria del beato David Carlos Marañón el día 28 de julio. Es venerado en especial modo como Memoria obligatoria, en la Orden de los Clérigos Regulares de las Escuelas Pías.

## Enlaces
- Portal:Iglesia católica. Contenido relacionado con Iglesia católica.
- Scolopi
- Beato y mártir
- Santoral calasancio
- Grupo de escolapios beatificados el mismo día
- Archivo de las Escuelas Pías de Aragón

- Datos: Q23943016